# Тастанбеков, Сабит Бауыржанулы
Сабит Бауыржанулы Тастанбеков (каз. Сәбит Бауыржанұлы Тастанбеков; 12 июня 2000, пгт Байчунас, Макатский район, Атырауская область, Казахстан) — казахстанский футболист, полузащитник клуба «Байконур».

## Клубная карьера
Воспитанник атырауского футбола. Футбольную карьеру начинал в 2018 году в составе клуба «Атырау U-21» во второй лиге. 13 марта 2021 года в матче против клуба «Шахтёр» Караганда дебютировал в казахстанской Премьер-лиге (0:1), выйдя на замену на 74-й минуте вместо Куаныша Калмуратова.

## Клубная статистика
| Игровая карьера | Игровая карьера | Игровая карьера | Лига | Лига | Кубок | Кубок | Межд. | Межд. | Др. | Др. |
| --------------- | --------------- | --------------- | ---- | ---- | ----- | ----- | ----- | ----- | --- | --- |
| 2018            | Атырау U-21     | В               | 22   | 2    | —     | —     | —     | —     | —   | —   |
| 2019            | Атырау          | А               | —    | —    | —     | —     | —     | —     | —   | —   |
| 2019            | Атырау U-21     | В               | 26   | 9    | —     | —     | —     | —     | —   | —   |
| 2020            | Атырау          | Б               | 2    | 0    | —     | —     | —     | —     | —   | —   |
| 2021            | Атырау          | А               | 6    | 0    | 2     | 0     | —     | —     | —   | —   |
| 2021            | Атырау U-21     | В               | 5    | 3    | —     | —     | —     | —     | —   | —   |
| 2022            | Атырау          | А               | —    | —    | —     | —     | —     | —     | —   | —   |

## Достижения
«Атырау»
- Победитель Первой лиги: 2020